# Laredo, Texas
Laredo este un oraș și sediul comitatului Webb, din satul Texas, Statele Unite ale Americii.
1. ↑   https://www.cityoflaredo.com/mayor-council/N_MCmSites/Mayor/biography.html, accesat în 19 februarie 2023 Lipsește sau este vid: |title= (ajutor)
2. ↑  Recensământul Statelor Unite ale Americii din 2010, accesat în 9 iulie 2020